# Fokker D.VII
O Fokker D.VII ou Fokker D-7 foi um caça alemão fabricado ao final da Primeira Guerra Mundial pela empresa holandesa Fokker.
Ele é considerado por muitos como o melhor caça biplano da Primeira Guerra Mundial. Seu maior rival era o caça francês Spad 13.
Fokker D.VII é um biplano com potência de um motor a pistão B.M.W III de 138 kW com seis cilindros em linha, velocidade máxima de 200 km/h (124 mph), resistência de 1h e 30min, peso vazio de 735Kg e peso máximo para a decolagem de 880Kg, armamento de duas metralhadoras fixas LMG 08/15 7,92mm de tiro frontal, com envergadura de 695 cm, comprimento de 890 cm, altura de 275 cm e área da asa 20,5m². No final da guerra vários foram usados pela recém criada Polônia.

## Variantes
| Variante         | Características | Notas      |
| ---------------- | --- | ---------- |
| Fokker V 11      | Protótipo |            |
| Fokker V 21      | Protótipo com asas afiladas |            |
| Fokker V 22      | Protótipo com hélice quadripá |            |
| Fokker V 24      | Protótipo com motor Benz Bz.IVü de 240 cavalos-vapor (177 quilowatts)                                                                             |            |
| Fokker V 31      | Um D.VII equipado com gancho para rebocar o planador Fokker V 30                                                                                  |            |
| Fokker V 34      | D.VII desenvolvido com motor BMW IIIa de 185 cavalos-vapor (136 quilowatts)                                                                       |            |
| Fokker V 35      | Versão biposto com motor BMW IIIa e tanque de combustível sob o trem de pouso                                                                     |            |
| Fokker V 36      | D.VII padrão com motor BMW IIIa e tanque de combustível sob o trem de pouso                                                                       |            |
| Fokker V 38      | Protótipo do Fokker C.I |            |
| D.VII            | Versão principal de produção pela Fokker ou pela base de produção do tempo de guerra de Schwerin/Görries, ou do pós-Armistício, nos Países Baixos |            |
| D.VII(Alb)       | Versão de produção fabricada pela Albatros-Flugzeugwerke em Johannisthal, Berlim                                                                  |            |
| D.VII(MAG)       | Versão produzida na Hungria pela Magyar Altalános Gepgyár RT - (MAG) em Mátyásföld próximo a Budapeste                                            | [ nota 2 ] |
| D.VII(OAW)       | Versão produzida pela Ostdeutsche Albatros Werke de Schneidemühl, Polônia                                                                         |            |
| MAG-Fokker 90.05 | O Fokker V 22 com motor Austro-Daimler 200hp 6-cyl. de 200 cavalos-vapor (147 quilowatts)                                                         | [ nota 3 ] |